# Naturschutzgebiet Ostufer Tiefwaren – Falkenhäger Bruch
Koordinaten: 53° 32′ 18,3″ N, 12° 41′ 42,5″ O

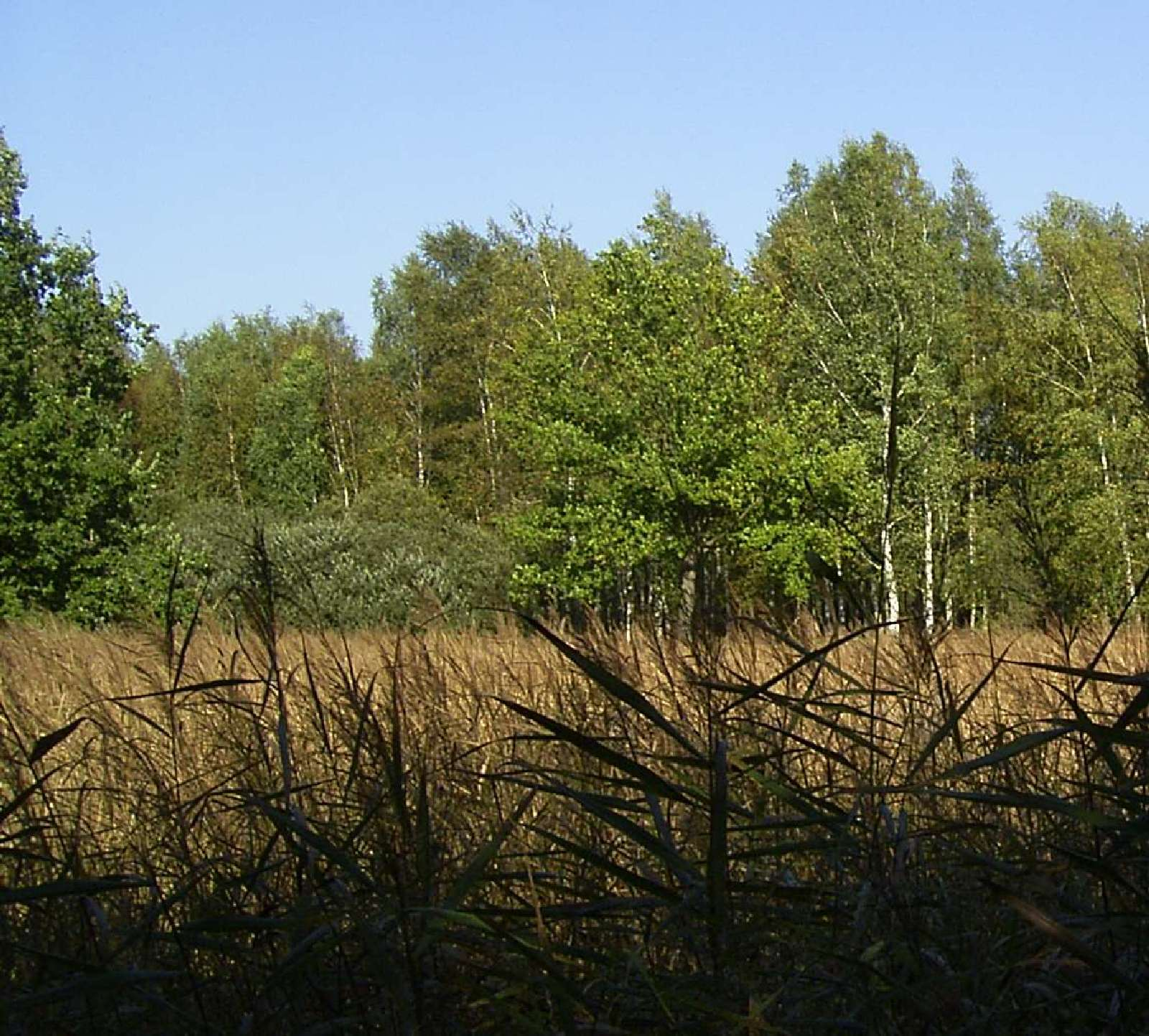
Falkenhäger Bruch

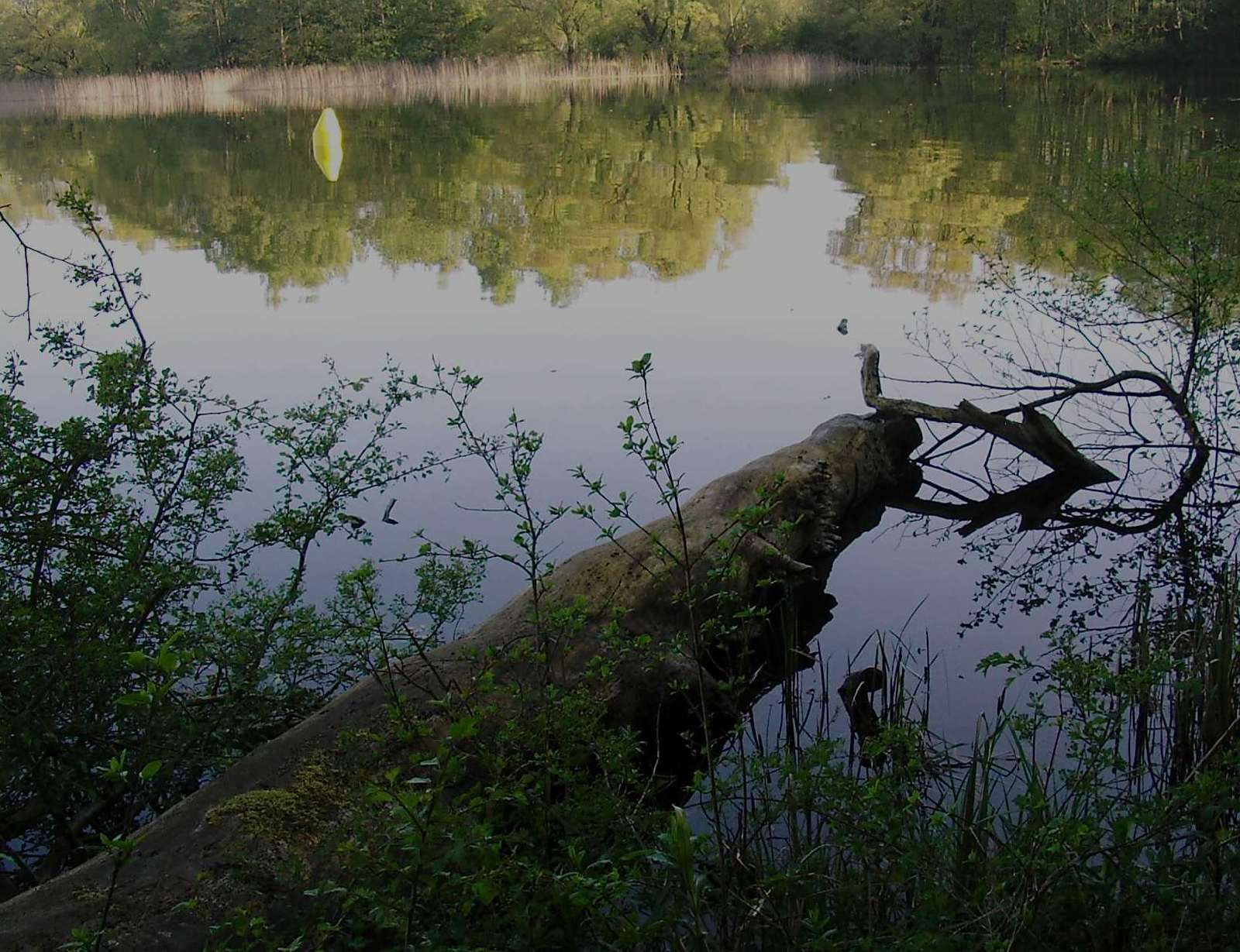
Tiefwarensee Nordufer als NSG-Bestandteil

Das Naturschutzgebiet Ostufer Tiefwaren – Falkenhäger Bruch ist ein 110 Hektar großes Naturschutzgebiet in Mecklenburg-Vorpommern einen Kilometer nordöstlich von Waren und südöstlich von Neu Falkenhagen. Der Tiefwarensee bildet mit seinem Ost- und Nordufer die Schutzgebietsgrenze. Die Unterschutzstellung erfolgte am 12. Februar 1990, um den einzig bekannten Fundort des Lebermooses Cryptothallus mirabilis zu erhalten. Das Gebiet wurde im Jahr 1994 erweitert. Das Schutzgebiet umfasst neben den Uferbereichen einen umfangreichen Ausschnitt der Endmoränenlandschaft mit einem Talmoor, einem fossilen Steilufer und Bruchwald entlang des Stadtgrabens.
Der aktuelle Gebietszustand wird als gut eingeschätzt, da sich ein Großteil der Flächen ungestört entwickelt. Störend wirkten sich in der Vergangenheit forstliche Holzentnahmen aus. Ein Wanderweg mit Eiszeitlehrpfad führt durch den Südteil des Schutzgebiets.

## Geschichte
Das Schutzgebiet liegt eingebettet in eine eiszeitlich entstandene Schmelzwasserrinne, die von Norden kommend bis in die Müritz reicht. Schwankende Seespiegel führten zur Entstehung der Seeterrasse im Süden des Schutzgebiets. Das Falkenhäger Bruch wird vom Stadtgraben durchquert, der in Richtung Tiefwaren entwässert. Ab dem 18. Jahrhundert wurde das Falkenhäger Bruch bis in die 1960er Jahre als Grünland genutzt. Die Schmettausche Karte aus dem Jahr 1788 zeigt weiterhin Gehölzinseln. Nach der Nutzungsaufgabe breiteten sich Gehölze aus, so dass aktuell nur noch 10 Prozent des Schutzgebiets gehölzfrei sind.

## Pflanzen- und Tierwelt
Bruchwälder sind typisch für das Naturschutzgebiet. Prägende Arten sind Birke, Kreuzdorn, Kiefer, Sumpfdotterblume und Pfeifengras. Das sehr seltene Lebermoos Crypthophyllus mirabilis kommt unter Streu- und Moosdecken vor. Auf höheren Lagen wächst Buchenwald mit Perlgras, Frühlings-Platterbse, Wald-Labkraut und Wald-Schwingel. Die Seeterrasse ist mit Hasel bestockt, der im Unterwuchs Schuppenwurz und Winter-Schachtelhalm aufweist.
Brutvögel im Gebiet sind Sperber und Tüpfelralle, Beutelmeise und Blaukehlchen, Zwergdommel, Kranich, Bekassine, Schwarzmilan und Eisvogel.